# تالیتا گتی
تالیتا گتی (هلندی: Talitha Getty; ۱۸ اکتبر ۱۹۴۰ – ۱۴ ژوئیهٔ ۱۹۷۱) هنرپیشه اهل هلند بود.